# عبارة (بلاغة)
العبارة عند البلغاء هي أن يأتي الشاعر أو الكاتب بكلمات مركبة يقتبسها الفصحاء والبلغاء في منشآتهم ويستعملها الكتاب في مراسلاتهم، وأن تعتبر تلك الكلمات ممتازة عن غيرها من كلام الآخرين، ولا يقدر العوام على الإتيان بمثلها ولا يدرون معناها - والمراد بالعوام هنا عامة المثقفين.